# Vasile Conta

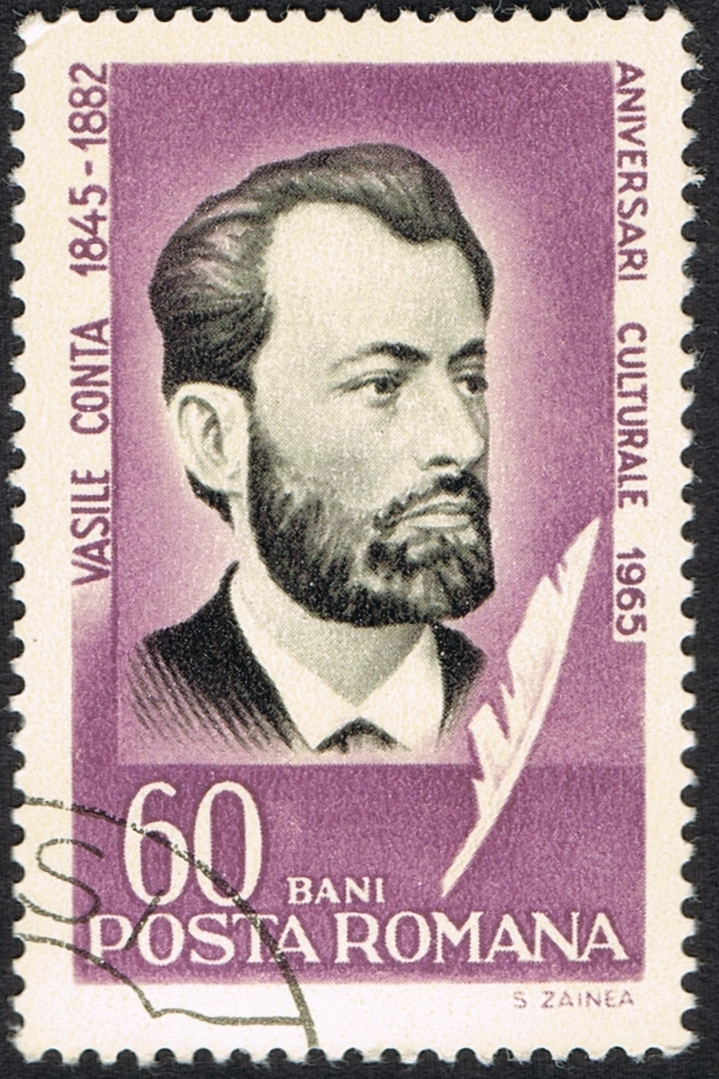

Vasile Conta, né le 15 novembre 1845 à Ghindăoani dans le județ de Neamț et mort le 22 avril 1882 à Iași, est un philosophe, juriste et ancien ministre de l'Éducation de la Roumanie. Influencé par Ludwig Büchner et les travaux d'Herbert Spencer, il est considéré comme le précurseur des sciences naturelles en Roumanie. 
Sa conception sur l'origine des choses se fonde sur la notion de fatalité. Le fatalisme pour Conta « signifie que le processus immanent à l'œuvre dans la nature s'inscrit dans la nécessité; autrement dit l'absence de créateur n'implique pas le chaos et l'inexistence de loi. ».
Contrairement aux évolutionnistes enfermés dans une vision linéaire de l'évolution, il cerne les limites d'un mouvement continu. Il y intègre une discontinuité dans le jeu des luttes et des équilibres comme le matérialisme dialectique. Cependant, il y voit dans ces discontinuités qu'une continuité et non une négation.

## Sources
- Pascal Charbonnat, Histoire des philosophies matérialistes, éditions Syllepse, 2007, p. 437-445

- (ro) Cet article est partiellement ou en totalité issu de l’article de Wikipédia en roumain intitulé « Vasile Conta » (voir la liste des auteurs).